# Zdobycie Poczty Głównej
Zdobycie Poczty Głównej – dwudniowe walki o gmach Poczty Głównej przy pl. Napoleona, stoczone w czasie powstania warszawskiego 1944 roku, uwieńczone jego zdobyciem przez żołnierzy Armii Krajowej.
Batalion AK „Kiliński” uderzył na Pocztę Główną już 1 sierpnia w godzinie „W”, lecz z powodu utraty elementu zaskoczenia i przewagi ogniowej nieprzyjaciela atak zakończył się niepowodzeniem. Polakom udało się zdobyć jedynie górujący nad pl. Napoleona „wieżowiec Prudential”. W ciągu kolejnych kilkunastu godzin obrońcy Poczty zdołali odeprzeć jeszcze dwa polskie natarcia. Nie powiodły się jednak próby przyjścia im z odsieczą, które zorganizował komendant garnizonu warszawskiego. W rezultacie czwarty szturm, przeprowadzony po południu 2 sierpnia, zakończył się zdobyciem gmachu. W polskie ręce wpadło wtedy 56 jeńców oraz duże ilości broni i amunicji.

## Przygotowania
Latem 1944 roku gmach Poczty Głównej przy pl. Napoleona 8/10 był jednym z ważniejszych punktów niemieckiego oporu w Śródmieściu Północnym. Broniła go kilkudziesięcioosobowa załoga, złożona w większości z uzbrojonych urzędników pocztowych. Dostępu do gmachu broniły dwa bunkry; jeden z nich stał przy zbiegu pl. Napoleona z ul. Warecką. Pocztę chroniły także zasieki oraz wysoki mur od zaplecza.
Dowództwo Armii Krajowej planowało, że w wypadku rozpoczęcia zbrojnego zrywu w Warszawie walkę na obszarze zamkniętym ulicami Marszałkowska – Świętokrzyska – Nowy Świat – Al. Jerozolimskie prowadzić będzie IX Zgrupowanie Obwodu Śródmieście Okręgu Warszawskiego, wyodrębnione z batalionu „Kiliński”. Już od 1943 roku żołnierze zgrupowania systematycznie rozpoznawali topografię terenu przyszłych działań, natomiast w pierwszym kwartale 1944 roku przystąpiono najprawdopodobniej do dokładnego rozpoznania obsadzonych przez Niemców obiektów i opracowywania planów ich zdobycia.
Ostateczne zatwierdzenie przydziału zadań dla poszczególnych jednostek nastąpiło prawdopodobnie w drugiej połowie lipca 1944 roku. Powstańcze plany przewidywały, że IX Zgrupowanie opanuje dziewięć obiektów. Zadanie zdobycia Poczty Głównej otrzymały pododdziały 1. kompanii „Wigry” batalionu „Kiliński”:
- 163. pluton, który miał wyruszyć do walki z kwatery w mieszkaniu przy ul. Boduena 5,
- dwie drużyny 162. plutonu, które miały wyruszyć do walki z podstawy wyjściowej w budynku szkoły przy ul. Świętokrzyskiej 27.

Pozostałe pododdziały 1. kompanii otrzymały zadanie zdobycia gmachu Towarzystwa Ubezpieczeń „Prudential” przy pl. Napoleona (po jednej drużynie z 162. i 164. plutonu) oraz placówki Sonderdienstu przy ul. Moniuszki 3 (dwie drużyny 164. plutonu). Po opanowaniu swoich celów miały dołączyć do szturmu na Pocztę. Do walki o ten gmach włączyć miały się ponadto pododdziały 2. kompanii „Szare Szeregi” – po zdobyciu pierwotnych celów swego natarcia, którymi były gmach P.K.O. przy ul. Jasnej 9 oraz gmach MZK przy ul. Marszałkowskiej 134.

## Godzina „W”

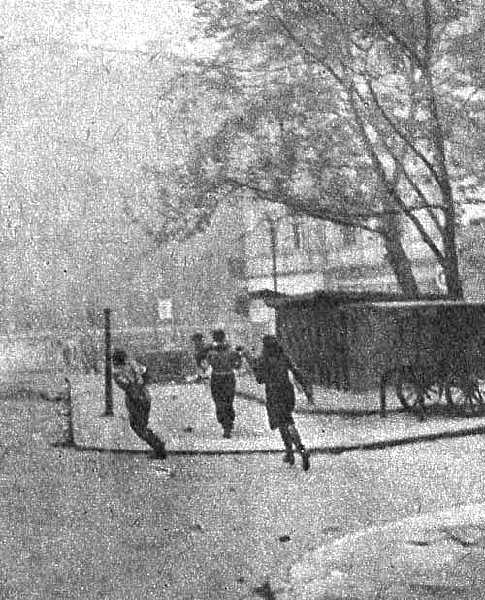
Walki na pl. Napoleona w pierwszym dniu powstania

1 sierpnia 1944 roku pododdziały 1. kompanii zebrały się na punktach zbornych: plutony 162. i 164. w szkole przy ul. Świętokrzyskiej 27, a 163. pluton w mieszkaniu przy ul. Boduena 5. Dowódca kompanii, ppor. Józef Fręchowicz ps. „Józef”, zdołał bez przeszkód przeprowadzić transport broni z konspiracyjnego magazynu na Saskiej Kępie. Z powodu zbyt krótkiego czasu na mobilizację nie wszyscy żołnierze zdołali jednak dotrzeć na punkty zborne. Z materiałów zebranych przez Bronisława Lubicz-Nycza wynika, że przed godziną „W” stan osobowy 1. kompanii wynosił około 150 żołnierzy. Poważnym problemem okazał się dotkliwy niedobór broni i amunicji. Dla przykładu 164. pluton dysponował zaledwie jednym karabinem, sześcioma pistoletami maszynowymi, 40 granatami i 200 butelkami zapalającymi. Z powodu braku broni przystąpienia do walki odmówiła drużyna „Dryświaty”, złożona z „granatowych policjantów” z Pragi.
W Śródmieściu Północnym, podobnie jak w innych dzielnicach, powstańcom nie udało się uniknąć przedwczesnego rozpoczęcia walki. Już około 15:30, a więc na półtorej godziny przed godziną „W”, w rejonie ul. Mazowieckiej pluton oddziału dywersji bojowej „DB-3” wdał się w potyczkę z niemieckim patrolem. Na odgłos strzelaniny zastępca dowódcy 1. kompanii, ppor. Przemysław Stypiński ps. „Budrys”, wysłał w rejon pl. Napoleona trzyosobowy patrol. Niedługo później polscy żołnierze wdali się w walkę z policyjnym patrolem, który usiłował ich wylegitymować. Niemców zabito i zabrano im broń, w walce poległ jednak kpr. Aleksander Pólkowski ps. „Czarny”.
Już na wieść o starciu z oddziałem „DB-3” w rejon pl. Napoleona wysłano zmotoryzowane pogotowie policyjne (Uberfallkommando). Kolejna strzelanina ostatecznie pozbawiła Polaków elementu zaskoczenia. Załoga Poczty zajęła stanowiska obronne, a kilkudziesięcioosobowe pogotowie policyjne rozsypało się tyralierą na pl. Napoleona. Przebywający w mieszkaniu przy ul. Boduena ppor. „Józef” w przekonaniu, że powstanie już się rozpoczęło, poderwał 163. pluton do natarcia. Niedługo później, w rejonie skrzyżowania ze Szpitalną, otrzymał ciężki postrzał. Dowództwo nad walczącymi w tym rejonie oddziałami objął ppor. Stanisław Silkiewicz ps. „Szary”.
Po 16:30 do walki włączyły się pozostałe pododdziały. Początkowo żołnierze zawahali się przed wybiegnięciem na silnie ostrzeliwaną ul. Świętokrzyską, lecz na ostry rozkaz ppor. „Budrysa” ruszyli do ataku. Chwilę później trzech powstańców padło zabitych, a kilku innych odniosło rany. Dowódca batalionu „Kiliński”, rtm. Henryk Roycewicz ps. „Leliwa”, dołączył do walczących żołnierzy i polecił ostrzelać z granatnika PIAT niemiecki samochód policyjny („budę”), który stał na rogu ulic Mazowieckiej i Świętokrzyskiej. Pierwszy pocisk okazał się niewypałem, a drugi rozbił balkon, pod którym stał samochód, niemniej ostrzał z granatnika zmusił niemieckich policjantów do ucieczki. Dwóch zastrzelono, pozostali schronili się w gmachu Poczty.
Pod silnym niemieckim ostrzałem atak na Pocztę szybko się załamał. Niemniej grupa żołnierzy z 164. i 165. plutonu zdołała wedrzeć się do „Prudentialu” – podówczas najwyższego gmachu w Warszawie. Tamtejszy dozorca zapoznał powstańców z rozkładem budynku. Podchorąży Jerzy Frymus ps. „Garbaty”, który objął dowództwo nad improwizowanym oddziałem szturmowym, wraz z kolegami ostrzelał z wyższych pięter gmach Poczty oraz policjantów zajmujących stanowiska na pl. Napoleona. Strzały „Garbatego” okazały się bardzo celne, według niektórych świadków miał on wtedy zabić 11 Niemców. Pozostali policjanci byli zmuszeni schronić się w gmachu Poczty. „Garbaty” wbiegł następnie na najwyższe, szesnaste piętro „Prudentialu” i tam na tarasie wywiesił biało-czerwony sztandar. Zarządził także zbiórkę, a zebrani wraz z nim powstańcy oddali honory fladze i odśpiewali „Warszawiankę”. Niemcy, którzy za wszelką cenę chcieli strącić flagę, otworzyli gwałtowny ogień, który wkrótce zmusił Polaków do zejścia na niższe piętra. W międzyczasie Eugeniusz Lubieński ps. „Pająk” – żołnierz batalionu „Parasol”, który nie zdążył na czas dotrzeć do swojego oddziału i dołączył do IX Zgrupowania – spotkał w jednym z pomieszczeń kilku Włochów, którzy wręczyli mu trójkolorową włoską flagę. Jedna z obecnych tam kobiet oderwała od niej zielony pas, a zaimprowizowany w ten sposób biało-czerwony sztandar „Pająk” zawiesił na szczycie „Prudentialu”.
W czasie wymiany ognia poległ na ul. Świętokrzyskiej płk Stanisław Riess de Riesenhorst, który na rozkaz dowódcy Okręgu Warszawskiego AK, zmierzał na swój punkt dowodzenia, by objąć stanowisko komendanta placu m.st. Warszawy.

## Natarcie w nocy z 1 na 2 sierpnia

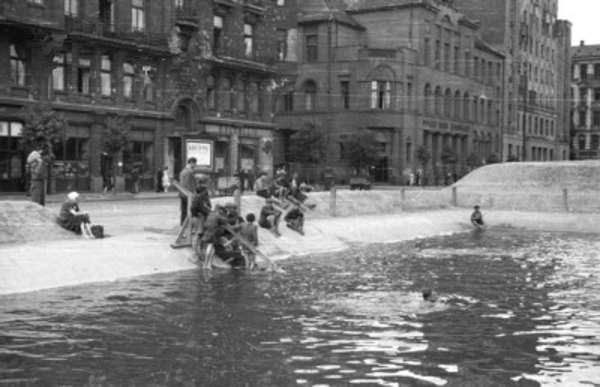
Zbiornik przeciwpożarowy na pl. Napoleona, lipiec 1944

Żołnierze AK nie zdołali w pierwszym ataku zdobyć Poczty Głównej, niemniej poprzez opanowanie „Prudentialu” i kilku sąsiednich kamienic trzymali w szachu jej załogę. Niemcy usiłowali ponownie obsadzić pl. Napoleona, lecz zostali ostrzelani przez powstańców i ponieśli dotkliwe straty. Podchorąży Władysław Manugiewicz ps. „Kordian” na rozkaz rtm. „Leliwy” usiłował strzałami swego PIAT-a rozbić bunkier stojący przy wejściu do Poczty. W czasie wykonywania zadania został jednak ciężko postrzelony w ruinach przy ul. Mazowieckiej.
Wieczorem 1 sierpnia niemieckie czołgi z „dzielnicy rządowej” przy pl. Piłsudskiego kilkukrotnie usiłowały przedrzeć się ulicą Mazowiecką do gmachu Poczty. Wszystkie próby zostały udaremnione przez polskich żołnierzy.
Tego samego wieczora rtm. „Leliwa” zarządził kolejny szturm na Pocztę Główną. Opracowany przezeń plan przewidywał, że polskie oddziały przeprowadzą jednoczesne uderzenie z trzech stron:
- po jednym plutonie z 1. i 2. kompanii miały uderzyć od strony ul. Świętokrzyskiej,
- 164. pluton z 1. kompanii miał uderzyć od strony ul. Wareckiej na boczną bramę Poczty,
- reszta 1. kompanii miała uderzyć przez pl. Napoleona bezpośrednio na główne wejście gmachu.

Odprawa przed walką odbyła się około godziny 21:00. „Leliwa” powierzył kierowanie atakiem w centrum i na prawym skrzydle swemu zastępcy ppor. „Szaremu”, sam natomiast dołączył do żołnierzy nacierających od strony ul. Świętokrzyskiej.  Atak miał się rozpocząć o godzinie 22:30.
Dowódca 2. kompanii por. Franciszek Szafranek ps. „Frasza” okrężną drogą poprowadził osiemnastu uzbrojonych żołnierzy swojej kompanii oraz 30 nieuzbrojonych żołnierzy 1. kompanii na tyły Poczty. Następnie obsadził domy przy ul. Świętokrzyskiej  17 i 19, po czym na pół godziny przed północą rozpoczął ostrzał gmachu. Żołnierze przystąpili jednocześnie do wybijania otworów w murach. Niemiecki opór okazał się bardzo silny. Gwałtowny ostrzał i granaty ciskane na podwórze uniemożliwiły wybicie otworów w ceglanym murze. Z powodu deszczu nie udało się natomiast podpalić samochodów stających na dziedzińcu Poczty. Ostatecznie nad ranem polscy żołnierze byli zmuszeni wycofać się do domu nr 17.
Zaciekła walka wywiązała się w centrum, gdzie atakiem kierował ppor. „Szary”. Żołnierzom AK udało się zlikwidować jeden z niemieckich bunkrów, do drugiego nie zdołali jednak podejść, gdyż obrońcy ciskali granaty z wyższych pięter Poczty. Również tutaj deszcz pokrzyżował plany powstańców, uniemożliwiając podpalenie parteru gmachu.
Podporucznik „Budrys”, który miał poprowadzić 164. pluton do natarcia na boczną bramę Poczty, doprowadził swoich żołnierzy na skraj zbiornika przeciwpożarowego na pl. Napoleona, gdzie pod odsłoną jego krawędzi zalegli w oczekiwaniu na wysadzenie bramy głównej. Wobec niepowodzenia oddziału „Szarego” musiano jednak zarządzić odwrót. Odbywał się on pod silnym ostrzałem z Poczty, który zmusił żołnierzy do żmudnego czołgania się w kierunku najbliższych budynków. Jeden z powstańców został ciężko poparzony, gdy przypadkowo rozbił butelkę zapalającą. 

## Zdobycie gmachu

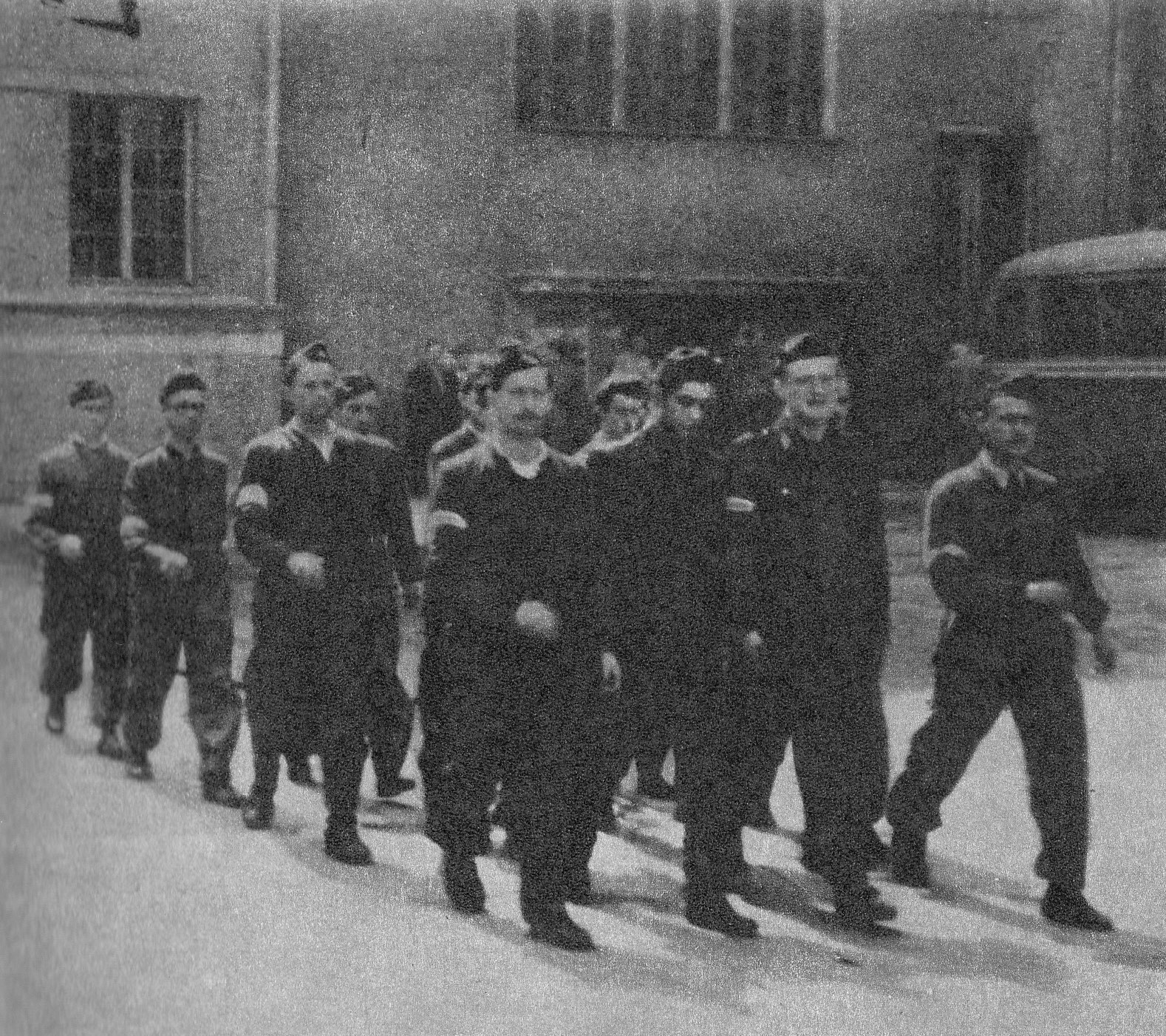
Oddział powstańczy na dziedzińcu zdobytej Poczty Głównej

Fakt, iż gmach Poczty pozostał w niemieckich rękach, znacząco skomplikował plany powstańców. W pobliskim hotelu „Victoria” przy ul. Jasnej miał swoją kwaterę dowódca Okręgu Warszawskiego AK płk Antoni Chruściel ps. „Monter, a w domu przy pl. Dąbrowskiego 2/4 – komendant Obwodu Śródmieście ppłk Franciszek Pfeiffer ps. „Radwan”. Przewidywano ponadto, że w rejonie ulic Wareckiej i Szpitalnej zostaną uruchomione powstańcze drukarnie. Tak długo, jak Niemcy trzymali pod ostrzałem pl. Napoleona i ul. Świętokrzyską, działalność powstańczych sztabów i drukarni była częściowo sparaliżowana. Z tego powodu „Monter” uznał zdobycie Poczty za zadanie pierwszoplanowe. Doszedł także do wniosku, iż batalion „Kiliński” jest zbyt słaby, by podołać temu zadaniu, stąd wzmocnił go oddziałem osłonowym Tajnych Wojskowych Zakładów Wydawniczych oraz kompanią „Grażyna” i sekcją oddziału specjalnego z batalionu „Gustaw”.
Tymczasem rankiem 2 sierpnia położenie Polaków znacznie się poprawiło. Około godziny 5:00 żołnierze 3. kompanii batalionu „Kiliński” opanowali bez walki budynek gimnazjum przy ul. Górskiego 2, z którego wcześniej wycofał się oddział Ostlegionu. Przejęcie przez Polaków kontroli nad tym budynkiem oznaczało, że Niemcy nie będą mogli wysłać Poczcie odsieczy od strony ul. Wareckiej. Od tego momentu morale niemieckiej załogi wyraźnie osłabło. Powstańcy zaobserwowali, że pojedynczy obrońcy lub ich niewielkie grupy wymykają się z gmachu i uciekają w kierunku hotelu „Savoy” przy Nowym Świecie. Niedługo później polscy żołnierze opanowali domy przy Wareckiej, całkowicie zamykając pierścień okrążenia wokół Poczty. W składzie przy Wareckiej 11 zdobyto znaczne ilości spirytusu. Przy pomocy ludności cywilnej przystąpiono do budowy barykad i wybijania otworów w ścianach domów, co ułatwiło przemieszczanie się oddziałów AK.

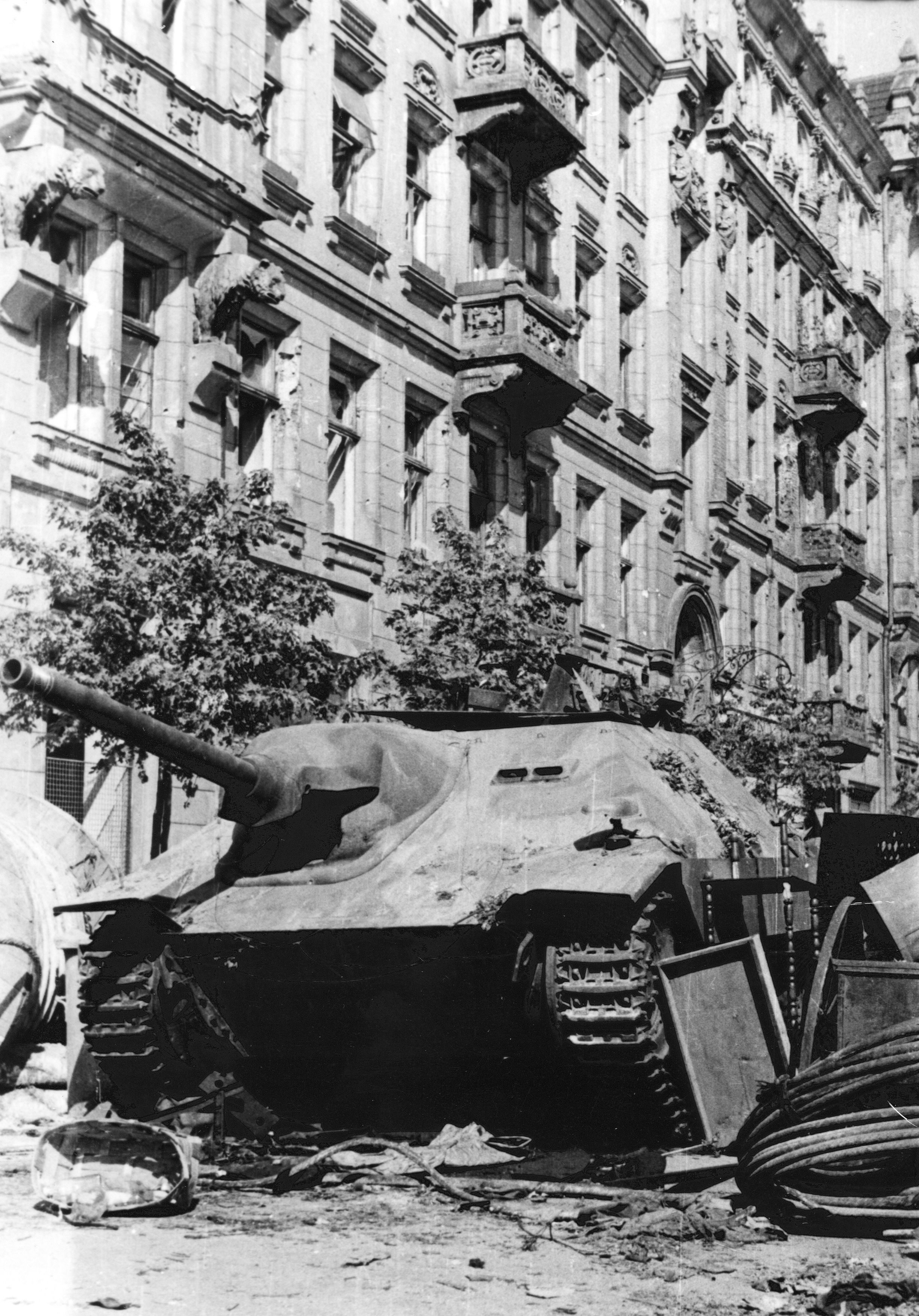
Niszczyciel czołgów Jagdpanzer 38(t) („Chwat”) zdobyty przez żołnierzy AK i wbudowany w barykadę

Około godziny 10:00 niemiecki naczelnik Poczty, Wölfke, zatelefonował do rezydującego w pałacu Saskim gen. Reinera Stahela i poinformował, że sytuacja obrońców jest krytyczna. Niespełna godzinę później z Nowego Światu wjechały w Świętokrzyską dwa niemieckie pojazdy pancerne z niewielką osłoną piechoty. Przed czołgami w charakterze „żywych tarcz” Niemcy pędzili około 20 polskich cywilów, w większości kobiety. Widok ten zaskoczył żołnierzy AK, którzy otworzyli ogień dopiero na wyraźny rozkaz rtm. „Leliwy”. Zakładnicy rozbiegli się i ukryli w bramach, a desant piechoty został skutecznie ostrzelany. Oba pojazdy przedarły się natomiast aż do wylotu ul. Boduena, gdzie żołnierze 163. plutonu batalionu „Kiliński” oraz żołnierze oddziału Kedywu „Kolegium C” unieszkodliwili je przy użyciu granatów i butelek zapalających. Jeden z pojazdów stanął w płomieniach i eksplodował, drugi unieruchomiono, a jego załogę częściowo wystrzelano. Uszkodzonym pojazdem był niszczyciel czołgów Jagdpanzer 38(t) Hetzer. Jeszcze tego samego wieczora wmontowano go w jedną z pobliskich barykad. Kilka dni później został odholowany na dziedziniec Poczty, gdzie wyremontowali go polscy mechanicy. Zdobycznemu pojazdowi nadano nazwę „Chwat”.
Około godziny 12:00 z Nowego Światu wjechało w Świętokrzyską kilka samochodów pancernych, które przewoziły około 40 policjantów. Adam Borkiewicz podaje, że odsiecz tę wysłał na rozkaz gen. Stahela dowódca SS i policji na dystrykt warszawski, SS-Oberführer Paul Otto Geibel. Samochody z policjantami miały wyruszyć z rejonu Al. Ujazdowskich. Niemcy, gęsto się ostrzeliwując, podjechali pod gmach Poczty. Niespodziewanie jej obrońcy wywiesili białe flagi. Z dziedzińca wyjechały następnie dwa samochody, również oznaczone białymi płachtami. Polscy żołnierze przekonani, że Niemcy zamierzają skapitulować, przerwali ogień. W rzeczywistości wywieszenie białych flag było podstępem, który miał zakamuflować częściową ewakuację gmachu. Samochody, na które załadowali się urzędnicy pocztowi, wraz z oddziałem osłonowym wjechały w Warecką, po czym ruszyły w kierunku Nowego Światu. Zorientowawszy się w zamiarach nieprzyjaciela, polscy żołnierze ponownie otworzyli ogień. Ostatecznie Niemcy wyrwali się z okrążenia, lecz ponieśli przy tym znaczne straty. Dwudziestu urzędników pocztowych zostało zabitych lub rannych. Zginęło także piętnastu policjantów z oddziału osłonowego.
W gmachu Poczty pozostało kilkudziesięciu policjantów. Około godziny 13:00 zdołali oni odeprzeć kolejne polskie natarcie.
Około godziny 16:00 polskie oddziały przystąpiły do decydującego szturmu na Pocztę. Z rejonu ul. Świętokrzyskiej uderzyli żołnierze 1. i 2. kompanii batalionu „Kiliński” pod dowództwem ppor. „Budrysa”, którym towarzyszyli żołnierze oddziału specjalnego batalionu „Gustaw” pod dowództwem pchor. „Zawady” oraz grupa w większości nieuzbrojonych żołnierzy z kompanii „Grażyna” tego samego batalionu. Polacy błyskawicznie wybili wyłom w ceglanym murze, który oddzielał teren Poczty od posesji Świętokrzyska 17 i 19, po czym wdarli się na dziedziniec budynku administracyjnego. Jednocześnie na boczną bramę od Wareckiej uderzył ppor. „Szary” z 3. kompanią batalionu „Kiliński”, a od frontu zaatakował rtm. „Leliwa” z pozostałymi pododdziałami 1. i 2. kompanii oraz oddziałem osłonowym TWZW. Do ataku spontanicznie przyłączyło się wielu powstańców z pobliskich placówek.

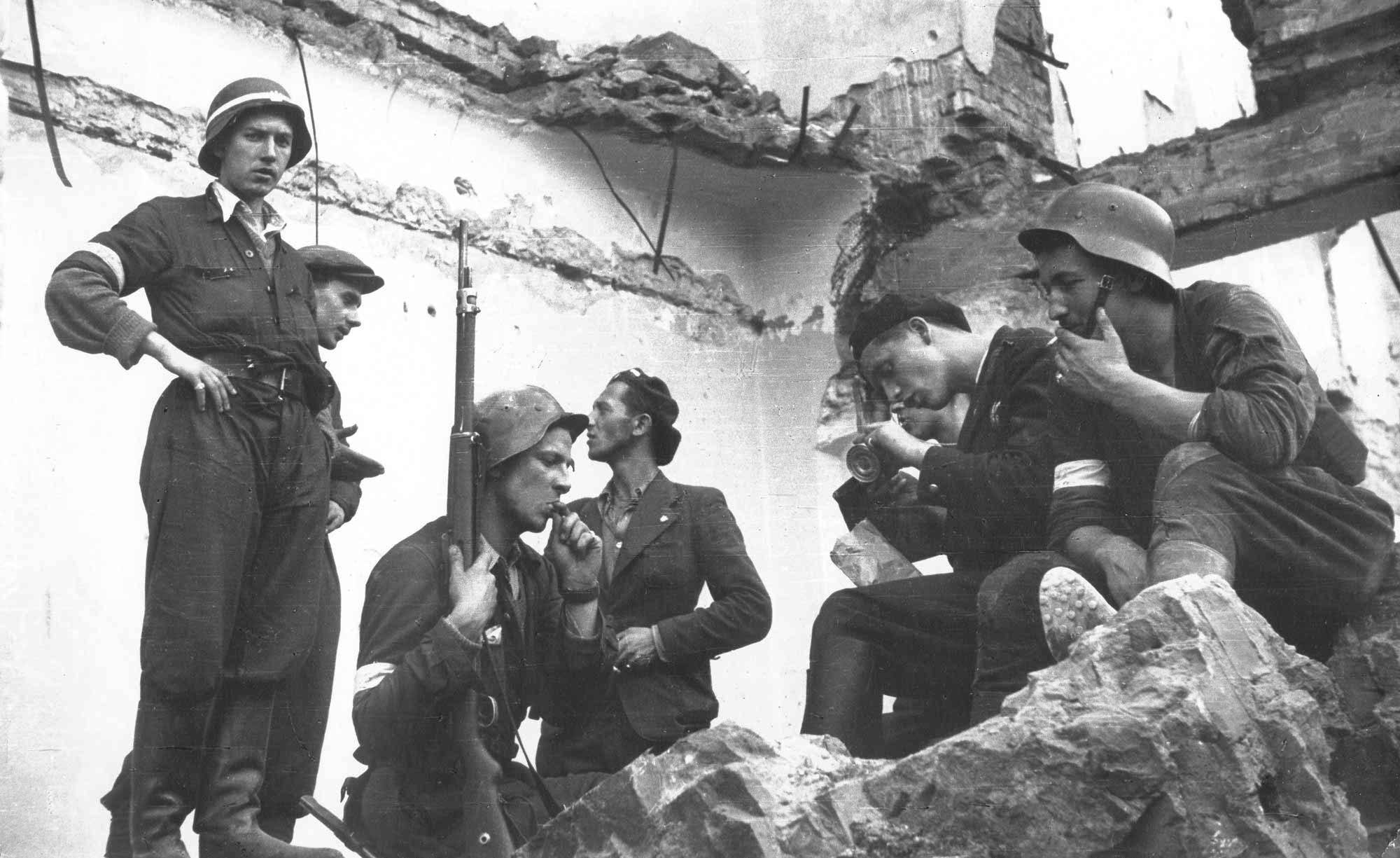
Powstańcy odpoczywający po walce. Gmach Poczty Głównej

Po wcześniejszej ewakuacji części załogi morale pozostałych obrońców wyraźnie się obniżyło. Niemcy w zasadzie zaprzestali zorganizowanego oporu, broniąc się niewielkimi grupkami w poszczególnych pomieszczeniach gmachu. Wielu usiłowało się ukryć lub poddawało się przy pierwszej nadarzającej się okazji, odnotowano także przynajmniej jeden przypadek samobójstwa. W wartowni Witold Kieżun ps. „Wypad” samodzielnie wziął do niewoli czternastu Niemców, zdobywając przy tym ręczny karabin maszynowy, 14 karabinów i 2 tys. sztuk amunicji. W tych okolicznościach walka trwała nie więcej jak kilkanaście minut. W górnych oknach Poczty zawisły polskie flagi, co wywołało entuzjazm wśród wojska oraz cywilów zamieszkujących pobliskie domy. Niedługo później żołnierze na swych ramionach triumfalnie wnieśli do gmachu rtm. „Leliwę”.
Polacy wzięli do niewoli 56 jeńców, z czego trzydziestu czterech było rannych. Liczbę zabitych Niemców szacowano na kilkudziesięciu. W ręce powstańców wpadły znaczne ilości broni i amunicji; niewykluczone, że była to największa tego typu jednorazowa zdobycz w czasie całego powstania. Świadkowie relacjonowali, iż zdobyto 150 lub nawet 300 karabinów. Dokładne oszacowanie zdobyczy pozostaje niemożliwe, gdyż znaczną jej część zagarnęli nieuzbrojeni żołnierze z różnych jednostek, którzy uczestniczyli w szturmie lub wtargnęli do gmachu już po jego zdobyciu.

## Epilog

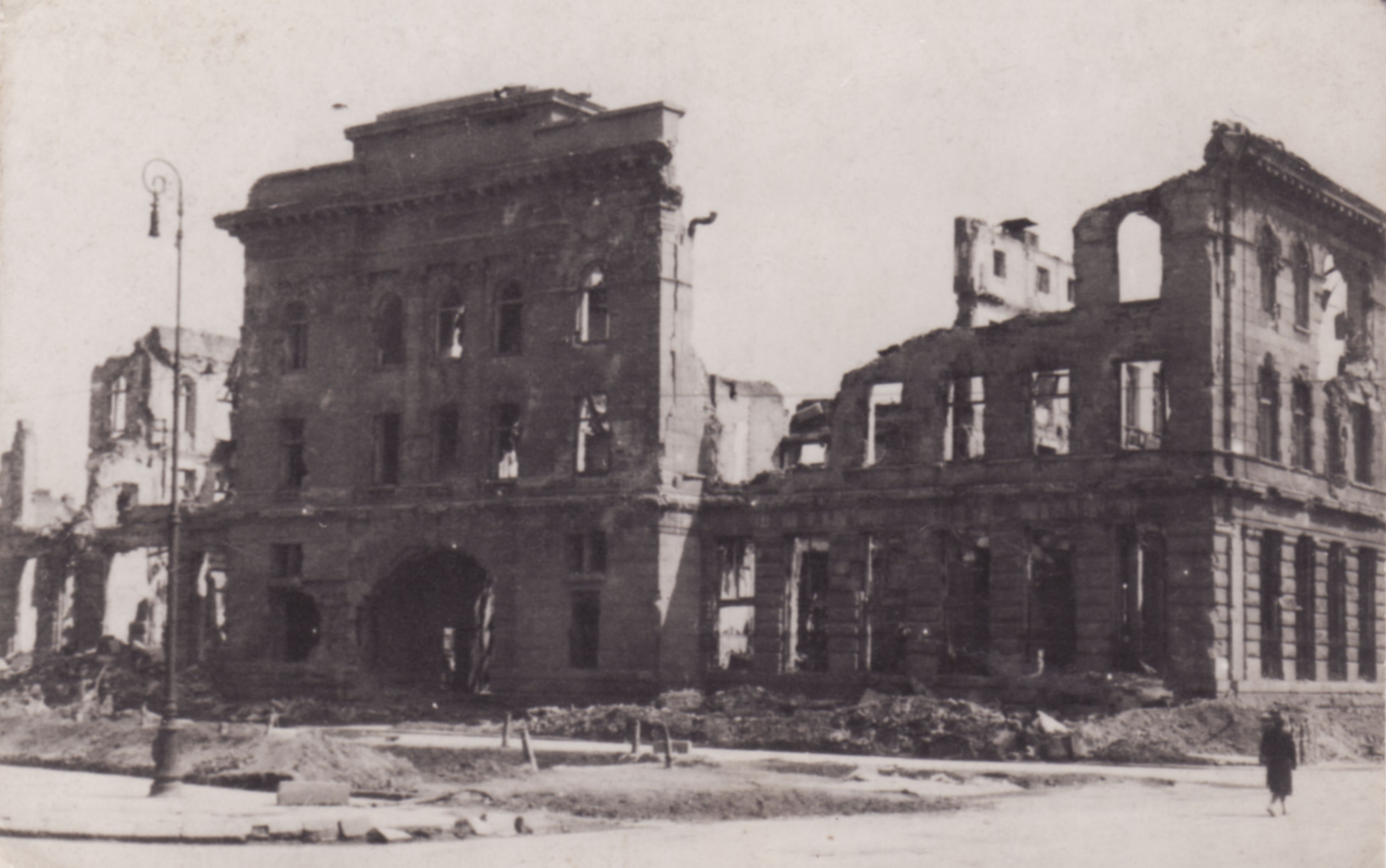
Ruiny Poczty Głównej. Zdjęcie powojenne

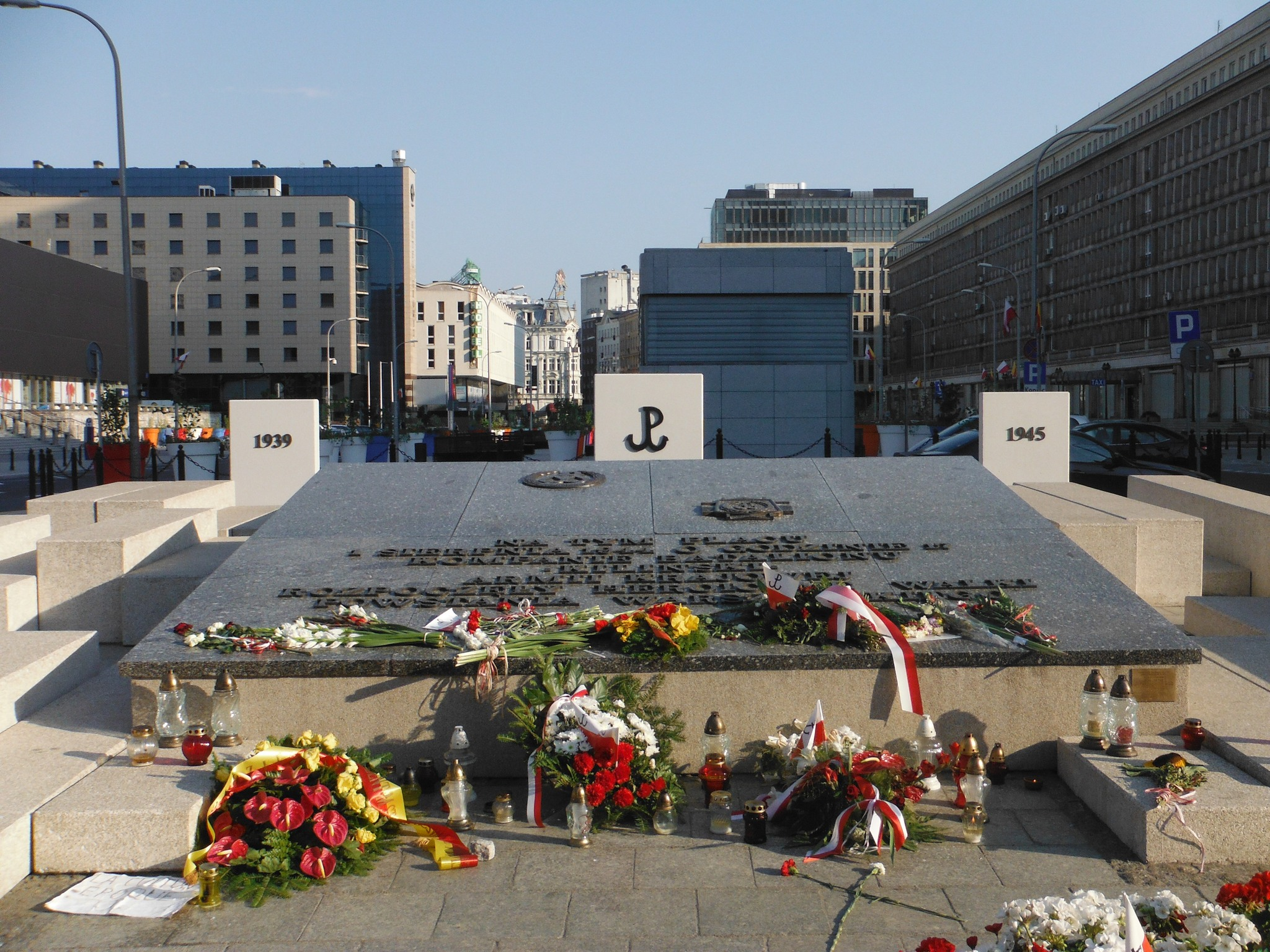
Pomnik Powstańców Warszawy. Po lewej stronie widoczny fragment gmachu NBP, wzniesionego w miejscu zburzonej Poczty Głównej

Poczta pozostała w rękach powstańców aż do momentu kapitulacji; od 9 września była przy tym jedyną polską placówką po wschodniej stronie pl. Napoleona. Gmach znacznie ucierpiał w czasie walk. 4 września został częściowo zburzony przez salwy niemieckich wyrzutni rakietowych „Nebelwerfer”. Gruzy zasypały wtedy zdobyczny niszczyciel czołgów „Chwat”. Dzieła zniszczenia dopełnił następnego dnia nalot niemieckich bombowców nurkujących Ju 87 Stuka. W zbombardowanym gmachu zginęło wtedy wielu żołnierzy batalionu „Kiliński”.
Ruiny Poczty Głównej zostały rozebrane w latach 1946–1947. W ich miejscu wzniesiono gmach Narodowego Banku Polskiego.
We wrześniu 1957 roku pl. Napoleona przemianowano na pl. Powstańców Warszawy. Z kolei 1 sierpnia 1979 roku na placu odsłonięto pamiątkową płytę-pomnik projektu Andrzeja Domańskiego, wykonaną przez Jacka Lubryczyńskiego. Widnieje na niej inskrypcja o treści:

Na tym placu 1 sierpnia 1944 o godzinie 17 kompanie batalionu „Kiliński” Armii Krajowej rozpoczęły heroiczne walki powstania warszawskiego